# John Bradford (Reformator)
John Bradford (* 1510 in Blackley (Manchester); † 1. Juli 1555 auf dem  Smithfield Market in  London) war ein englischer Reformator, Domherr der St Paul’s Cathedral in London und Kaplan des Bischofs Nicholas Ridley. In der anglikanischen Kirchengemeinschaft gilt er als Märtyrer.

## Leben
John Bradford wurde 1510 in Blackley nahe Manchester geboren und besuchte eine Grammar School. Talentiert mit Zahlen und im Umgang mit Geld, diente er später unter dem Höfling und Politiker Sir John Harington von Exton (um 1539–1613) in Rutland. Durch seine Fähigkeiten in der Wirtschaftsprüfung und im Schreiben erlangte er Gunst und Vertrauen bei seinem Arbeitgeber. Bei der Belagerung von Montreuil 1544 während der Kriege Heinrichs VIII. war er Zahlmeister der englischen Armee. Später studierte er Jura am Inner Temple in London. Durch den Kontakt und die Predigten eines Kommilitonen lernte er den protestantischen Glauben kennen und konvertierte. Danach gab er das Jurastudium auf und begann 1548 ein Theologiestudium an der Catharine Hall (heute St Catharines College) in Cambridge. 1549 erlangte er seinen Magister und im selben Jahr wurde er Alumnus am Pembroke College, Cambridge.
Hier erhielt aus Respekt vor seiner Hingabe an Gott und seiner selbstlosen Haltung den Spitznamen „Heiliger Bradfort“. Im August 1550 wurde er von Bischof Nicholas Ridley  zum Diakon ordiniert und zu seinem persönlichen Kaplan ernannt. Er begann in den Kirchen Londons unter der Anleitung von Ridley und Hugh Latimer zu predigen. Seine Fähigkeiten als Prediger führten 1551 zu seiner Ernennung zum Kaplan von König Eduard VI. und zum Domherren der St Paul’s Cathedral. Er arbeitete als Alumnus von Pembroke und als Prediger hauptsächlich in London, Lancashire und Cheshire.
Nach dem Tod Eduards VI. im Jahr 1553 bestieg Maria I. den Thron und drohte mit Repressalien gegen die Gegner des Katholizismus. Im ersten Monat ihrer Regierung wurde Bradford verhaftet und im Tower eingesperrt, zeitweise teilte er eine Zelle mit den Reformatoren Thomas Cranmer, Nicholas Ridley und Hugh Latimer. Im Gefängnis schrieb er weiterhin religiöse Werke. Am 31. Januar 1555 wurde Bradford vor Gericht gestellt und zum Tode verurteilt.
Am 1. Juli 1555 wurde er zunächst ins Newgate-Gefängnis gebracht. Viele seiner Bewunderer waren bei der für vier Uhr morgens geplanten Hinrichtung auf dem Gelände des heutigen Smithfield Market anwesend, daher kam es zu einer Verzögerung. Bradford wurde mit John Leaf, einem jungen Mann, an den Pfahl gekettet, um anschließend verbrannt zu werden. Bevor das Feuer entzündet wurde, betete er um Vergebung für alle, die ihm Unrecht getan hatten und bot ihnen Vergebung an. Dann wandte er sich an Leaf und sagte: „Sei guten Mutes Bruder; denn wir werden heute bei dem Herrn ein frohes Nachtmahl halten!“

## Erinnerung

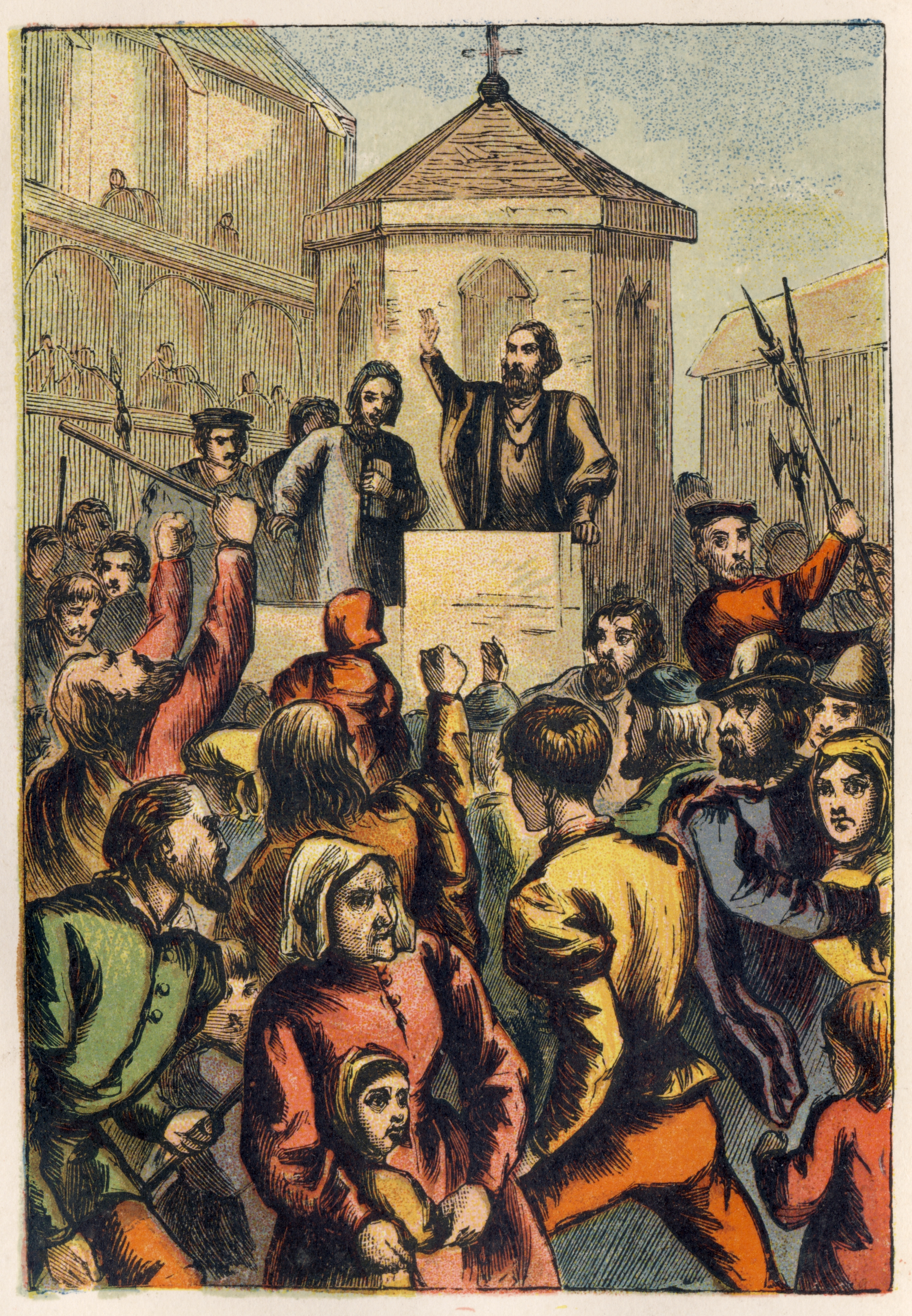
Bradford predigt auf der Open-Air-Kanzel von St. Paul’s Cross; Illustration aus Foxe's Book of Martyrs, Ausgabe von 1887

Thomas Fuller schrieb ein Jahrhundert später in seinen Worthies of England, dass Bradford bei seiner Hinrichtung die Flamme „als frischen Windsturm an einem heißen Sommertag ertrug und durch seinen Tod die Wahrheit dieser Lehre bestätigte, die er so fleißig und kraftvoll während seines Lebens gepredigt hatte.“
In der Hauswand des St. Bartholomew’s Hospital gegenüber vom Smithfield Market erinnert die Gedenktafel Marian Martyrs an die Märtyrer, darunter John Bradford.
An der Außenfassade des Rathauses in Manchester ist Bradford in einer von sechs Statuen dargestellt. Diese zeigen für die frühe Geschichte der Stadt wichtige Menschen.

## Schriften (Auswahl)
- The Writings of John Bradford. Herausgegeben von Aubrey Townsend. Cambridge University Press, Cambridge.
  - Bd. 1: Sermons, meditations, examinations, etc. 1848.
  - Bd. 2: Letters, treatises, remains. 1853.